# 제10군 (일본군)
제10군(일본어: 第10軍 다이쥬군[*])은 일본 제국 육군의 군이었다.

## 역사
상하이 전투에서 일본군 측의 증원부대로서 1937년 10월 20일에 편성되어 상하이 파견군을 지원하기 위해 상하이 남부 항저우만에 상륙함으로써 중국 대륙에 진입하였다. 제10군과 상하이 파견군을 통솔할 중지나 방면군이 11월 7일에 창설되자, 예하부대가 되었다. 12월 4일에 난징 전투에 이어 난징 학살에 에 참가하였다. 이듬해 1938년 2월 14일, 난징에서 중지나 방면군과 함께 폐지되고 예하부대는 중지나 파견군로 전속하였다.

## 지휘부
- 사령관: 중장 야나가와 헤이스케; 1937년 10월 14일 ~ 1938년 2월 14일
- 참모장: 소장 다나베 모리타케(일본어판); 1937년 10월 20일 ~ 1938년 2월 14일
- 제1과장: 대좌 후지모토 데쓰쿠마(일본어판); 1937년 10월 14일 ~ 1938년 2월 14일
- 제2과장: 대좌 이노우에 야스시(일본어판); 1937년 10월 14일 ~ 1938년 2월 14일
- 제3과장: 대좌 다니다 이사무(일본어판); 1937년 10월 14일 ~ 1938년 2월 14일

## 부대
- 제6사단
- 제18사단
- 제114사단, 1938년 2월 10일 북지나 방면군으로 전속.
- 구니사카 지대, 제5사단 보병 제9여단 기반 - 소장 구니사카 노보루
  - 보병 제41연대
  - 독립산포병 제3연대
- 야전중포병 제6여단

## 기록

### 소속
1. 대본영, 1937년 12월 1일
2. 중지나 방면군, 1937년 11월 7일

### 참전
- 상하이 전투
  - 난징 전투